# 日信電子サービス
日信電子サービス株式会社（にっしんでんしさーびす）は、東京都墨田区に本社を置く、OA機器や信号機、改札機などの保守、サービスを行う企業である。日本信号株式会社の完全子会社。

## 沿革
- 1967年5月 - 東京都目黒区に株式会社光音を設立。
- 1968年3月 - 日本信号の資本参加を受け、商号を日信電子サービス株式会社に変更。
- 2000年7月 - 本社を東京都台東区に移転。
- 2001年3月 - 東京証券取引所2部に上場。
- 2004年5月 - 日本信号の子会社である仙台日信電子株式会社を子会社化。
- 2009年10月 - 日本信号の子会社であるアイポスネット株式会社を子会社化。
- 2010年4月 - アイポスネットを吸収合併。
- 2012年11月 - 本社を現在地に移転。
- 2013年11月 - 日本信号が株式交換により完全子会社化すると発表。
- 2014年
  - 2月 - 上場廃止。
  - 3月 - 日本信号の完全子会社となる。
- 2015年6月 - 三重日信電子株式会社（現・中部日信電子）を子会社化。
- 2018年3月 - 創業50周年。
- 2019年3月 - 埼玉ユニオンサービス株式会社を子会社化。
- 2020年3月 - 横浜テクノエンジニアリングサービス株式会社を子会社化。

## 関連会社
- 日信ITフィールドサービス株式会社
- 仙台日信電子株式会社
- 中部日信電子株式会社
- 埼玉ユニオンサービス株式会社
- 横浜テクノエンジニアリングサービス株式会社